# 佐藤江梨花
佐藤 江梨花（さとう えりか、1986年6月8日 - ）は、日本の元グラビアアイドル、元AV女優である。ロータス東京所属。

## 人物
趣味はマラソン。

## 略歴
- 2005年に『BODY TO BODY』で長身美脚の女優でAVデビュー。
- 2006年9月に桃太郎映像出版専属女優として『ビージーン　スーパーモザイク　佐藤江梨花』でセルデビュー。
- 2007年9月よりフリーとなりあらゆるメーカーに出演するようになる。

## 作品

### アダルトビデオ
2005年
- BODY TO BODY (12月23日、メディアバンク)

2006年
- Fetish xxxxx! (1月20日、メディアバンク)
- サトエリのどっちを選びまShow (2月24日、メディアバンク)
- コスプレでいこう! (3月24日、メディアバンク)
- サトエリの怪しい撮影現場に乱入しちゃうのかよ!! (4月23日、メディアバンク)
- ずぶ濡れ妄想劇場 (5月24日、メディアバンク)
- 佐藤江梨花のかんなりハード (6月30日、メディアバンク)
- 佐藤江梨花 The Best 4時間 (8月18日、メディアバンク) ※総集編
- ビージーン スーパーモザイク 佐藤江梨花 (9月7日、桃太郎映像出版)
- かんなりハード 中出しザ・ベスト (9月22日、メディアバンク) ※総集編
- スーパーモザイク　Nurse　Lady (10月7日、桃太郎映像出版)
- ぬるぬる スーパーモザイク (11月7日、桃太郎映像出版)
- スーパーデジタルモザイク 匠 (12月7日、桃太郎映像出版)
- Wild Thing スーパーモザイク (12月7日、桃太郎映像出版)
- VIP感謝祭 (12月22日、メディアバンク)オムニバス作品 他出演:花川ひらり、紋舞らん、当真ゆき、桜井優 ※総集編

2007年
- 完全保存版 ビージーン 豪華編 (1月7日、桃太郎映像出版)
- スーパーモザイク SOAP[高級ソープ] (1月7日、桃太郎映像出版)
- スーパーモザイク　秘書 (2月19日、桃太郎映像出版)
- スーパーデジタルモザイク ウルトラダイナマイトボディ (3月7日、桃太郎映像出版)
- 完全撮り下ろし 豪華人気女優大集合!4時間スペシャル (3月7日、桃太郎映像出版)オムニバス作品 他出演:二宮沙樹、Rico、西田美沙、亜紗美
- スーパーデジタルモザイク　スペルマに犯される… (4月7日、桃太郎映像出版)
- まだあった! 完全撮り下ろし 豪華人気女優大集合! (4月19日、桃太郎映像出版)オムニバス作品 他出演:二宮沙樹、星ありす、亜紗美、Rico、むらさき真珠
- スーパーデジタルモザイク 超絶STYLE拘束ファック (5月7日、桃太郎映像出版)
- 初・中出し スーパーデジタルモザイク (6月19日、桃太郎映像出版)
- スーパーデジタルモザイク NON STOP Live ギャングバングスペシャル (7月19日、桃太郎映像出版)
- スーパーデジタルモザイク ファーストアナル生中出しSpecial (8月7日、桃太郎映像出版)
- これが噂の痙攣薬漬け 単体ヴァージョン4 (9月6日、ナチュラルハイ)
- Wスペシャルモザイク 6FUCK (9月7日、桃太郎映像出版)
- 究極隣点 (9月16日、マキシング)
- GALCIR 2 (10月1日、アイデアポケット)共演:Marin.、黒沢英里奈(喜田嶋りお)、飯島夏希、高瀬七海
- 本生!中出しFUCK!! (10月16日、マキシング)
- 痴漢専用中出しモデル3号 (10月18日、ナチュラルハイ)
- スーパーデジタルモザイク ウルトラダイナマイトボディ2 佐藤江梨花 完全保存版 (12月7日、桃太郎映像出版)
- 電マ激イキFUCKERS Vol.4 (12月1日、マキシング)オムニバス作品 他出演:七瀬たまき、秋本由香里、Christine Alexis、Alexis Love
- 女教師中出しアナル責め (12月6日、アイエナジー)
- AV女優グランプリ (12月25日、トップワン)オムニバス作品 他出演:滝沢優奈、未来、大塚ひな、持田茜、清原りょう、あずま樹、翔田千里、YOKO、AYA

2008年
- 真性中出し (1月1日、MOODYZ)
- 陵辱!高飛車女教師マシンバイブ (1月5日、サディスティックヴィレッジ)
- 超豪華有名女優未公開映像 過激で衝撃、エロ娘たち見参 淫乱ファック編 (1月7日、桃太郎映像出版)オムニバス作品 他出演:Rico、nao.、星野あかり、高原智美、亜紗美
- 女子アナ中出し20連発 (1月17日、アイエナジー)
- W-QUEEN (1月20日、ジェイモデル)共演:未来
- 8頭身モデルの潮吹きFUCK (1月25日、BEAUTY)
- 羞恥!お尻の穴をいきなり広げて見る!嗅ぐ!舐める! (2月7日、サディスティックヴィレッジ)オムニバス作品 他出演:香奈々、福原さやか、真島みゆき、並樹ゆりあ
- kira☆kira SPECIAL 3MIX★FUCK (2月19日、kira☆kira)共演:麗花、妃乃ひかり
- 超絶品ボディSPECIAL (3月1日［DVD］/5月1日［VHS］、MOODYZ)共演:青木玲、峰なゆか、浜崎りお
- 8ヶ月の出演交渉の末、ついに実現! 佐藤江梨花 初青姦!! (3月13日、カルマ)
- F-Body 究極隣点スペシャル (3月16日、マキシング)他出演:nao.、妃乃ひかり、上原優実、伊藤あずさ
- W真性中出し (4月1日、MOODYZ)…共演:雨音しおん
- 究極隣点 Fetish Collection 佐藤江梨花&妃乃ひかり Hi-Vision特別編 (4月25日、マキシング)他出演:妃乃ひかり
- 麻薬捜査官 ヤク漬け膣痙攣 (6月5日、アイエナジー)
- 雌女anthology ＃058 「女の口は嘘をつく。」 (6月7日、アウダースジャパン)
- スチュワーデスin… [脅迫スイートルーム] Cabin Attendant Erika(26) (6月15日、ドリームチケット)
- 一撃!!舌上発射 (6月15日、ワープエンタテインメント)オムニバス作品 他出演:鷹宮りょう、堀口奈津美、水谷ひとみ、長澤リカ、橘れもん、香椎杏子、亜佐倉みんと、青山ゆい
- 痴女にまつわる都市伝説 転校したら生徒がボクだけで美人女教師6人が全員で教えてくれる夢の集団女教師ハーレム学園 (7月1日、MOODYZ)共演:三浦亜沙妃、叶樹梨、今野梨乃、紅月ルナ、京野明日香
- レイプ!中出し!アナル!全て輪姦!集団女教師レイプ輪姦 (7月1日、MOODYZ)共演:三浦亜沙妃、叶樹梨、今野梨乃、紅月ルナ、京野明日香
- 特殊工作員養成所 拷問凌辱に耐え抜いて― 尾崎魔弓vs佐藤江梨花 (7月7日、アタッカーズ)共演:尾崎魔弓、長瀬あずさ、京野明日香、近藤優希
- 癒らし。 VOL.49 (7月18日、アウダースジャパン)
- kira☆kira女教師GALS 4時間SPECIAL (7月19日、kira☆kira)オムニバス作品 他出演:MARINA、秋川ルイ、羽田夕夏、妃乃ひかり、飯島夏希、春名えみ、北島玲、麗花、村上里沙、雨音しおん、乙羽ナナ、蜜井とわ、堀口奈津美、星倉なぎさ
- パンティーずラしてそのまま挿入! 下着着用のままSEXしているエロいビデオ (8月13日、カルマ)共演:寧々、一ノ瀬あきら
- 佐藤江梨花×大石もえ ビーチバレーアスリート W Fカップ レズビアン (9月18日、LADY×LADY)共演:大石もえ